# Soți și soții
Soți și soții (în engleză Husbands and Wives) este un film dramatic american din 1992, scris și regizat de Woody Allen. Rolurile principale sunt interpretate de Woody Allen, Mia Farrow, Sydney Pollack, Judy Davis, Juliette Lewis, Liam Neeson și Blythe Danner. El a fost nominalizat la Premiile Oscar pentru cea mai bună actriță într-un rol secundar (Judy Davis) și pentru cel mai bun scenariu original (Woody Allen). Filmul a fost realizat în aceeași perioadă în care relația dintre Allen și Farrow era pe sfârșite din cauza relației lui cu Soon Yi Previn. 
Soți și soții a fost primul film al lui Allen în calitate de regizor pentru un alt studio decât United Artists sau Orion Pictures (ambele fac parte acum din Metro-Goldwyn-Mayer) de la Take the Money and Run, și anume TriStar Pictures (deși el a jucat în filme care au fost distribuite de alte studiouri, dar care nu au fost regizate de el).

## Rezumat
Filmul este despre două cupluri: Jack (Pollack) și Sally (Davis), și Gabe (Allen) și Judy (Farrow). Filmul începe cu sosirea lui Jack și Sally în apartamentul lui Gabe și Judy și-și anunță despărțirea lor. Gabe este șocat, dar Judy ia știrea ca pe ceva personal și este foarte rănită. Încă confuzi, cei patru merg să cineze la un restaurant chinezesc.
Câteva săptămâni mai târziu, Sally merge în apartamentul unui coleg. Ei plănuiau să meargă împreună la operă și apoi la cină. Sally îl roagă să-i dea voie să folosească telefonul și-l sună pe Jack. Aflând că fostul ei soț a cunoscut pe cineva, ea îl acuză că avusese o aventură încă din perioada în care erau căsătoriți.
Judy și Gabe sunt prezentați noii iubite a lui Jack, Sam, o instructoare de aerobică. În timp ce Judy și Sam făceau cumpărături, Gabe o numește "chelneriță" pe noua iubită a lui Jack și îi spune prietenului său că este nebun pentru că a părăsit-o pe Sally pentru aceasta. La aproape o săptămână mai târziu, Judy i-l prezintă lui Sally pe Michael (Neeson), colegul de serviciu al lui Judy. Michael își dă întâlnire cu Sally.
Între timp, Gabe dezvoltă o relație de prietenie cu o studentă, Rain, și îi dă să citească manuscrisul romanului la care lucra. Ea comentează că romanul este strălucit, deși are câteva critici, la care Gabe reacționează defensiv din cauza naturii autobiografice a cărții.
După mai puțin de două săptămâni, Jack și Sally sunt din nou împreună și îi întâlnesc pe Judy și Gabe la cină ca pe vremuri. După cină, Judy și Gabe încep să se certe cu privire la faptul că ea nu i-a spus lui că scrie poezii, apoi discută și despre alte lucruri. După ce Gabe nu reușește s-o îmbuneze, Judy îi spune că ea crede că relația lor s-a terminat; o săptămână mai târziu, Gabe se mută. Judy începe să se întâlnească cu Michael.
Michael îi spune lui Judy că are nevoie să fie singur un timp, apoi îi spune că are în continuare sentimente pentru Sally. Judy devine frustrată în relația cu Michael și iese din casă pe ploaie. Dându-și seama de "agresivitatea ei pasivă", Michael merge după ea și o imploră să rămână cu el. Un an și jumătate mai târziu, ei se căsătoresc.
La sfârșit, publicul îi vede pe Jack și Sally din nou împreună. Jack și Sally recunosc că încă au probleme în căsnicie (frigiditatea ei nu este rezolvată), dar își dau seama că acceptarea problemelor lor este prețul pe care trebuie să-l plătească pur și simplu pentru a rămâne împreună.
Gabe trăiește singur, spunând că a ieșit din cursă și nu vrea să rănească pe nimeni. El a spus că și-a dat seama cât de mult l-a dat peste cap relația lui cu Judy. Filmul se încheie brusc după ce Gabe îi întreabă pe realizatorul nevăzut al filmului documentar: "Pot să plec? E gata?".

## Distribuție
Distribuția îi include în ordinea apariției pe generic pe următorii:
- Woody Allen - Gabe Roth
- Mia Farrow - Judy Roth
- Judy Davis - Sally
- Sydney Pollack - Jack
- Juliette Lewis - Rain
- Liam Neeson - Michael Gates
- Lysette Anthony - Sam
- Cristi Conaway - Shawn Grainger
- Timothy Jerome - Paul, partenerul de întâlnire al lui Sally
- Ron Rifkin - Richard, psihologul lui Rain
- Bruce Jay Friedman - Peter Styles
- Jeffrey Kurland - intervievatorul-naratorul (voce)
- Benno Schmidt - fostul soț al lui Judy
- Nick Metropolis - omul de știință de la televizor
- Rebecca Glenn - Gail
- Galaxy Craze - Harriet
- John Doumanian - invitat la petrecerea din Hamptons
- Gordon Rigsby - invitat la petrecerea din Hamptons
- Ilene Blackman - recepționera
- Blythe Danner - mama lui Rain
- Brian McConnachie	- tatăl lui Rain
- Ron August - fostul iubit al lui Rain
- John Bucher - fostul iubit al lui Rain
- Matthew Flint - Carl, iubitul lui Rain

## Recepție

### Box office
Soți și soții a fost lansat la 18 septembrie 1992 în 865 de cinematografe, obținând încasări de 3.520.550 $ (4.070 $ pe cinematograf) în primul week-end. El a adus venituri de 10,5 milioane dolari în America de Nord în timpul celor două săptămâni în care a rulat la cinematografe. Filmul a fost, de asemenea, proiectat la Festivalul de Film de la Toronto din 1992.

### Recepție critică
Soți și soții a primit laude universale din partea criticilor de film; Rotten Tomatoes a raportat că 100% dintre critici au dat filmului un comentariu pozitiv bazat pe 36 opinii, cu un scor mediu de 8.3/10. Peter Travers de la Rolling Stone i-a dat patru stele și s-a referit la el ca la "un film definitoriu pentru aceste vremuri reci din punct de vedere emoțional; este un clasic Woody Allen." Todd McCarthy de la Variety l-a numit "o masă completă, așa cum se ocupă cu lucruri ale vieții, cu inteligență, dramă veridică și umor trist".

## Premii și nominalizări
| Premiu                                    | Categorie                                  | Primitor    | Rezultat     |
| ----------------------------------------- | ------------------------------------------ | ----------- | ------------ |
| Premiul Oscar                             | cel mai bun scenariu original              | Woody Allen | Nominalizare |
| Premiul Oscar                             | cea mai bună actriță în rol secundar       | Judy Davis  | Nominalizare |
| Premiile BAFTA                            | cel mai bun scenariu original              | Woody Allen | Câștigat     |
| Premiile BAFTA                            | cea mai bună actriță                       | Judy Davis  | Nominalizare |
| Premiile Boston Society of Film Critics   | ca mai bună actriță în rol secundar        | Judy Davis  | Câștigat     |
| Premiile César                            | cel mai bun film străin                    | Woody Allen | Nominalizare |
| Premiile Chicago Film Critics Association | ca mai bună actriță în rol secundar        | Judy Davis  | Câștigat     |
| Premiile Globul de Aur                    | ca mai bună actriță în rol secundar (film) | Judy Davis  | Nominalizare |
| Premiile Guldbagge                        | cel mai bun film străin                    | N/A         | Câștigat     |
| Premiile Kansas City Film Critics Circle  | ca mai bună actriță în rol secundar        | Judy Davis  | Câștigat     |
| Premiile London Film Critics' Circle      | Actrița anului                             | Judy Davis  | Câștigat     |
| Los Angeles Film Critics Association      | ca mai bună actriță în rol secundar        | Judy Davis  | Câștigat     |
| National Board of Review                  | ca mai bună actriță în rol secundar        | Judy Davis  | Câștigat     |
| National Society of Film Critics          | ca mai bună actriță în rol secundar        | Judy Davis  | Câștigat     |
| Premiile Writers Guild of America         | cel mai bun scenariu original              | Woody Allen | Nominalizare |